# Dubbelalbum
Een dubbelalbum, of dubbelelpee, is een muziekalbum waarvan de muziek op twee gegevensdragers staat, gewoonlijk twee cd's of twee elpees. Een werk verschijnt meestal als dubbelalbum omdat het te uitgebreid is voor de capaciteit van de gegevensdrager. In de meeste gevallen wordt een dubbelalbum dan ook, net als een gewoon album, gezien als een enkel artistiek werk.
Het dubbelalbum kan echter ook uit twee verschillende werken bestaan. Een voorbeeld is het album Ummagumma van Pink Floyd, dat bestaat uit een studioalbum en een livealbum. Vooral sinds de komst van de cd worden albums vaak uitgebracht met een bonus-cd waarop afzonderlijk extra materiaal te vinden is.
Sommige albums verschijnen op drie platen. Wanneer een werk uit nog meer platen, cd's of dvd's bestaat, spreekt men meestal van een box set.

## Geschiedenis
Een vroeg dubbelalbum was Live at Carnegie Hall van Benny Goodman. Dit album met de opnames van een jazzconcert uit 1938 werd door Columbia Records uitgebracht in 1950. Een eerste rockalbum en studioalbum dat als dubbelalbum verscheen was Blonde on Blonde uit 1966 van  Bob Dylan. Een paar maanden later verscheen ook Freak Out! van Frank Zappa en The Mothers of Invention. Een van de bekendste dubbelalbums is The White Album van The Beatles. Het album is het meest afwisselende van alle Beatlesalbums. Allerlei stijlen worden gespeeld, van jaren 40-muziek tot een slaapliedje. Het commercieel meest succesvolle dubbelalbum was The Wall van Pink Floyd, waarvan wereldwijd meer dan 30 miljoen exemplaren werden verkocht.
Met de teruggang van de vinylplaat en de opkomst van de compact disc, werden echte dubbelalbums wat minder courant. Een enkele elpee had twee kanten, waarbij elke kant ongeveer 22 minuten muziek kon bevatten. Een enkele plaat bood zo plaats aan ongeveer 45 minuten muziek; sommige formaten konden wat meer bevatten. Een enkel cd-schijfje biedt echter plaats aan 74 of 80 minuten muziek.
Veel dubbelelpees werden zo later heruitgebracht op een enkel cd-schijfje. Sommige dubbelelpees werden toch als dubbel-cd opnieuw uitgebracht, ofwel omdat ze toch te lang waren, ofwel om toch hetzelfde gevoel te brengen als de originele dubbelelpee. In enkele gevallen werd bij een eerste cd-heruitgave het dubbelalbum ingekort om op een 74-minuten-cd te passen, zoals het geval was bij Incantations van Mike Oldfield; bij een latere heruitgave op een 80-minuten-cd werd opnieuw het volledig album uitgebracht.
Hoewel sinds het verschijnen van cd's de gemiddelde lengte van muziekalbums is toegenomen, blijft het zeldzaam dat een artiest meer dan 80 minuten muziek voor één album produceert. Er verschijnen weliswaar succesvolle studioalbums als dubbelalbum, zoals Mellon Collie and the Infinite Sadness van The Smashing Pumpkins, maar veel dubbel-cd's bestaan eerder uit een studioalbum dat gebundeld is met een livealbum, verzamelalbum of bonus-cd. Soundtracks verschijnen wel regelmatig als dubbelalbum.

## Drie of meer albums
Het uitbrengen van een driedubbelalbum is vrij zeldzaam. Enkele voorbeelden van albums die oorspronkelijk drie platen besloegen zijn All Things Must Pass van George Harrison, Yessongs van Yes, Sandinista! van The Clash, en Emancipation van Prince. Bij het uitbrengen van meer dan drie cd's tegelijk gaat het vrijwel altijd om een boxset waarin werk van een artiest uit een langere periode gebundeld wordt uitgegeven.